# Typhloiulus hauseri
Typhloiulus hauseri är en mångfotingart som beskrevs av Pius Strasser 1974. Typhloiulus hauseri ingår i släktet Typhloiulus och familjen kejsardubbelfotingar. Inga underarter finns listade i Catalogue of Life.